# Culladia hastiferalis
Culladia hastiferalis là một loài bướm đêm trong họ Crambidae.